# Болеслав Габовський
Болеслав Юзеф Габовський (пол. Bolesław Józef Habowski, нар. 13 вересня 1914, Краків, Австро-Угорщина — пом. 21 травня 1979, Вендовер, Бакінгемшир, Велика Британія) — польський футболіст, нападник.

## Біографія
Вихованець краківської «Вісли». За основний склад грав з 1933 року. В чемпіонатах Польщі провів 83 матчі, забив 21 м'яч. Віце-чемпіон національної першості 1936 року.
У складі національної збірної дебютував 10 жовтня 1937 року. У Варшаві поляки здобули переконливу перемогу над командою Югославії, у кваліфікаційному турнірі третьої світової першості. Гра завершилася з рахунком 4:0, а голи забивали Леонард П'ятек (2), Єжи Восталь і Ернест Вілімовський.
1938 року увійшов до заявки на чемпіонат світу у Франції, але, як і ще сім футболістів, не поїхав на «мундіаль» через брак коштів. Поляки, що приїхали до Страсбурга, провели чудову гру проти бразильців, але в додатковий час поступилися з рахунком 5:6.
Другий матч за збірну Польщі провів 25 вересня проти команди Латвії. Відзначився забитим м'ячем, але фінальний свисток зафіксував поразку його колективу у товариській гру, що проходила у місті Рига.
Перед початком сезону-1939 дрогобицький «Юнак» значно підсилився і мав на меті здобути путівку до елітної ліги. Болеслав Габовський став одним з новачків клубу. навесні команда впевнено перемогла в окружній лізі. У міжрегіональній групі «Юнак» випередив команди Луцька, Любліна і Станіслава, а фінальній пульці його суперниками стали клуби з Познані, Вільнюса і Свєнтохловіц. Однак, виконати поставлене завдання не вдалося — розпочалася Друга світова війна.
З приходом на Західну Україну радянської влади, були ліквідовані старі спортивні клуби і, натомість — були створені нові. Болеслав Габовський став гравцем львівського «Спартака». Восени переїхав до Москви і 13 жовтня дебютував за місцевий однойменний клуб у матчі чемпіонату СРСР проти тбіліського «Динамо» (поразка 1:2). Всього, за два неповних сезони, провів за московську команду 11 матчів.
З 1942 року — в армії Андерса, з якою пройшов через Персію, Ірак, Палестину і Єгипет до Європи. Після війни мешкав у Великій Британії.

## Досягнення
- Другий призер чемпіонату Польщі (1): 1936
- Третій призер чемпіонату Польщі (2): 1934, 1938